# Colla del Drac de Poblenou
La Colla del Drac del Poble Nou és una associació de cultura popular del barri del Poblenou de Barcelona. L'any 1985 va néixer el drac Estarrufat del Poblenou, un element que ha contribuït a enriquir des d'aleshores les festes del barri, amb la Víbria del Poblenou i l'Estarrufadet, creats en anys posteriors (1992 i 1997), i el Fènix del Poblenou (2011). La colla té cura d'aquests elements del bestiari popular, presents en un bon nombre de festes, especialment les Festes de Maig del Poblenou i la Festa Major del Poblenou.